# Alexander Fjodorowitsch Kerenski

Alexander Fjodorowitsch Kerenski, Aufnahme zwischen 1915 und ca. 1920

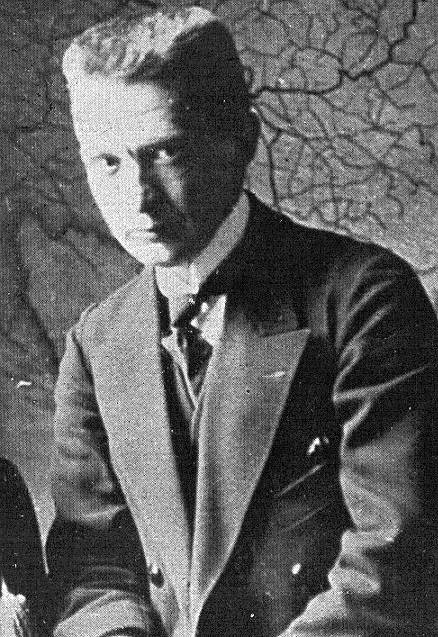
Alexander Fjodorowitsch Kerenski

Alexander Fjodorowitsch Kerenski (russisch Александр Фёдорович Керенский, wiss. Transliteration Aleksandr Fëdorovič Kerenskij, IPA: [ɐlʲɪˈksandr ˈkʲerʲɪnskʲɪj]; * 22. Apriljul. / 4. Mai 1881greg. in Simbirsk; † 11. Juni 1970 in New York, USA) war ein russischer Politiker der Trudowiki bzw. Sozialrevolutionäre. Nach der Februarrevolution 1917 war er Justizminister (März bis April 1917), Kriegs- und Marineminister (Mai bis September 1917) sowie nach dem gescheiterten Juliaufstand bis zur Machtergreifung der Bolschewiki in der Oktoberrevolution am 7. November 1917 zweiter und letzter Ministerpräsident der Provisorischen Regierung.

## Leben
Kerenski wurde wie Lenin in Simbirsk geboren. Sein Vater war adliger Herkunft und Leiter eines Gymnasiums in der Stadt, das zeitweise auch der junge Wladimir Uljanow (Lenin) besuchte. Die Mutter, Nadeschda (geborene Adler), war Tochter des Chefs des topographischen Büros des Kasaner Militärbezirkes (KazVo) und Enkelin eines wohlhabenden Moskauer Kaufmannes. Während einige Forscher die Familie Adler als jüdisch bezeichnen, gehen andere von einer russlanddeutschen Herkunft aus. Alexander Kerenski studierte seit 1899 in Sankt Petersburg zuerst Geschichte und Philosophie und danach Jura. Nach dem erfolgreichen Abschluss des Studiums im Jahre 1904 wurde Kerenski in die Anwaltskammer von Sankt-Petersburg aufgenommen. Im selben Jahr heiratete er Olga, die Tochter eines russischen Generals. Während der ersten russischen Revolution 1905–1907 sympathisierte er offen mit der Partei der Sozialrevolutionäre. Im Dezember 1905 wurde er kurzzeitig inhaftiert, weil die Behörden ihm die Mitgliedschaft in der Terrororganisation von Boris Sawinkow vorwarfen. Nachdem er diese Verdächtigungen hatte zerstreuen können, wurde Kerenski freigelassen. In späteren Jahren erlangte er als Anwalt in vielen politischen Prozessen große Berühmtheit, in denen er häufig antizaristische Revolutionäre verteidigte.

### Politische Betätigung in revolutionären Zeiten
Im Jahre 1912 wurde er als Abgeordneter der Trudowiki, einer sozialdemokratischen Partei, in das russische Parlament, die Duma, gewählt und war zuerst ihr stellvertretender Fraktionsvorsitzender und seit 1915 Fraktionsvorsitzender. Ebenfalls 1912 schloss er sich einer Loge russischer Freimaurer an. 1915 bis 1916 war Kerenski Sekretär der Obersten Freimaurerversammlung Russlands. Mehrere Minister seiner künftigen Regierung wie Konowalow oder Michail Iwanowitsch Tereschtschenko waren auch Freimaurer. Kerenski war einer der Unterzeichner der pazifistischen Erklärung der Menschewiki-Fraktion der Duma, die zu Beginn des Ersten Weltkrieges verabschiedet wurde. Danach änderte Kerenski seine Positionen um 180° und wurde zum Verfechter der größtmöglichen gesellschaftlichen Mobilisierung mit dem Ziel, nach einem Sieg im Krieg die staatlichen Strukturen zu demokratisieren und eine konstitutionelle Monarchie zu etablieren.
Nach der Februarrevolution 1917 und der Absetzung des Zaren wurde Kerenski, jetzt Mitglied der Partei der Sozialrevolutionäre, Justizminister in der Übergangsregierung des Fürsten Lwow (3. Märzjul. / 16. März 1917greg.). Die neue Regierung stand außenpolitisch vor der Frage, ob sie den Krieg weiterführen wollte oder bereit war, große Gebietsverluste zugunsten Deutschlands in Kauf zu nehmen. Nach einer Regierungsumbildung im Mai 1917 übernahm Kerenski das Kriegs- und Marineministerium. Die Regierung Lwow bekannte sich zu diesem Zeitpunkt zu einem „Frieden ohne Annexionen und Kontributionen“. Kerenski hoffte durch die großangelegte Kerenski-Offensive die Position gegenüber den Mittelmächten zu verbessern, um so zu einem günstigen Frieden zu gelangen. Die Offensive brach jedoch im Juli nach kurzer Zeit zusammen.

### Vorsitz der Regierung und Oktoberrevolution
Nach dem missglückten Juliaufstand der Bolschewiki und dem Rücktritt von Fürst Lwow übernahm Kerenski am 7. Julijul. / 20. Juli 1917greg. zusätzlich zum Kriegs- und Marineministerium als Ministerpräsident den Vorsitz der Regierung. Seine Ernennung Kornilows zum Obersten Befehlshaber erwies sich als Fehlgriff, denn Kornilow versuchte mit den ihm unterstellten Truppen eine eigene Politik zu betreiben, und unternahm einen Putschversuch. 
Am 1. Septemberjul. / 14. September 1917greg. rief Kerenski die Russische Republik aus. Anschließend bildete er eine neue, vom Parlament unabhängige Regierung, das sogenannte Direktorium, und ließ die Duma auflösen. Die Gefahr, die seiner Regierung durch die Bolschewiki drohte, verkannte er. Der Geschäftsführer der Provisorischen Regierung Wladimir Dmitrijewitsch Nabokow erzählt in seinen Memoiren, er habe Kerenski Mitte Oktober 1917 nach der Möglichkeit einer bolschewistischen Aktion gefragt, worauf dieser erklärt habe, er sehne eine solche geradezu herbei, um die Partei Lenins  bei dieser Gelegenheit zu zerschlagen: „Ich verfüge über mehr Kräfte, als dazu nötig sind“.
Das Gegenteil war der Fall. Wenige Tage später floh Kerenski noch vor Ausbruch der Oktoberrevolution im offenen Wagen aus Petrograd, seine Regierung wurde am 25. Oktoberjul. / 7. November 1917greg. von bolschewistischen Matrosen verhaftet. Kerenski stellte eine kleine kampfbereite Truppe auf, die aber gegen die Bolschewisten in Petrograd keine Chance hatte. Kerenski floh nach Pskow, wo er mit Pjotr Nikolajewitsch Krasnow militärischen Widerstand organisierte. Seine Truppen konnten Zarskoje Selo nehmen, wurden aber auf den Pulkowo-Höhen besiegt. Kerenski konnte knapp entkommen und lebte wochenlang in einem Versteck, bevor er das Land verließ. 

### Exil
Im Exil in Frankreich veröffentlichte er mehrere Bücher über die russische Revolution. Während des Bürgerkriegs blieb er neutral. 1939 ließ er sich scheiden und heiratete seine Sekretärin, die australische Journalistin Lydia Ellen Tritton. Nach dem deutschen Einmarsch in Paris (1940) flüchtete Kerenski mit seiner Frau in die USA. Nach dem deutschen Überfall auf die Sowjetunion bot er Stalin seine Hilfe an, was dieser jedoch ablehnte.
Kerenski lehrte an verschiedenen amerikanischen Universitäten und veröffentlichte eine Reihe von Büchern, darunter im Jahre 1965 seine Memoiren (The Kerensky memoirs). Nach dem Krieg rief er eine „Union zur Befreiung Russlands“ ins Leben, die jedoch keinen Zulauf hatte. Die örtliche russisch-orthodoxe Kirche in New York verweigerte ihm ein christliches Begräbnis, da sie ihn dafür verantwortlich machte, dass sich in Russland der Kommunismus etabliert hatte. Der Leichnam Kerenskis wurde daraufhin nach London überführt, wo er auf dem bekenntnisfreien Friedhof Putney Vale Cemetery beerdigt wurde.

## Schriften
- Allied policy towards Russia. Kraus, Nendeln 1975 (Nachdruck der Ausgabe London 1920).
- The catastrophe. Kraus, Millwood/NY 1977 (Nachdruck der Ausgabe London 1927).
- The crucification of liberty. Kraus, New York 1972 (Nachdruck der Ausgabe New York 1934).
- Die Kerenski-Memoiren. Russland und der Wendepunkt der Geschichte. Rowohlt, Reinbek 1989, ISBN 3-499-12477-7.

## Film
- Sergei Eisenstein/Grigori Alexandrow: Oktober (Spielfilm), UdSSR 1928, mit Nikolai Popow als Alexander Kerenski.[10]
- Lenin im Oktober mit A. Kovalevsky als Kerenski.
- Bürgerkrieg in Rußland (TV, BRD 1967/68, 5 Teile), Regie: Wolfgang Schleif, mit Kurd Pieritz als Kerenski.